# Nel tepidarium
Nel tepidarium (In the Tepidarium) è un dipinto ad olio su tela del pittore britannico John William Godward, realizzato nel 1913.

## Bozzetto

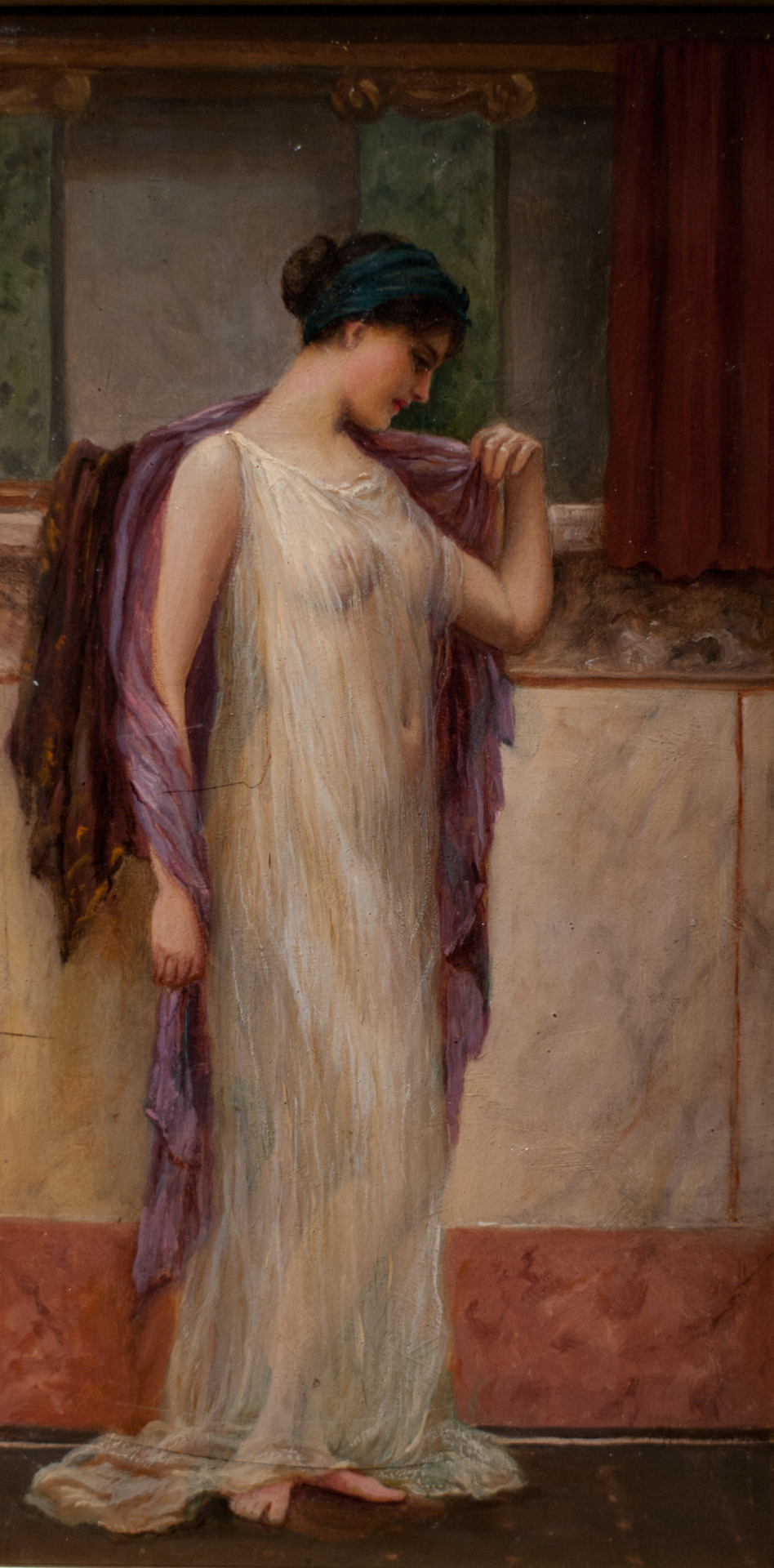
Il bozzetto dell'opera, oggi nella collezione Pérez Simón, in Messico.

Oltre all'opera conclusa, è noto anche un piccolo bozzetto (29,3 x 15,4 cm), di proprietà del collezionista d'arte messicano, di origine spagnola, Juan Antonio Pérez Simón. Dal 25 giugno al 5 ottobre 2014, questo schizzo venne esposto al museo Thyssen-Bornemisza, a Madrid; era la prima volta che delle opere di Godward venivano esposte in Spagna.
Al contrario di altri dipinti, dove il soggetto è nudo nel disegno preparatorio e viene vestito (anche parzialmente) nell'opera vera e propria, qui la figura femminile è vestita nel bozzetto ed è spogliata dei suoi abiti nel dipinto finale. Nell'abbozzo, comunque, la donna indossa un abito bianco semitrasparente che lascia intravedere il suo corpo.

## Descrizione
Il dipinto è ambientato in un tepidario, una parte delle terme romane adibita ai bagni nell'acqua tiepida. Una donna romana in piedi si spoglia per entrare nella stanza, togliendosi la veste di dosso e scoprendo il proprio corpo nudo. Su una sporgenza del muro situato dietro di lei, decorato da due paraste con un capitello ionico (una delle quali è quasi coperta da una tenda rossa), è poggiato un panno violaceo che forse la donna stessa stava indossando fino a qualche momento prima. Il pavimento è decorato a mosaico con delle tessere bianche a gruppi di 5 su uno sfondo nero.
Il quadro è uno dei pochi nudi femminili integrali dipinti dall'artista. Un quadro omonimo era stato dipinto dal pittore olandese sir Lawrence Alma-Tadema nel 1881 e anche quello ritraeva un nudo artistico.
La tela venne dipinta mentre il pittore si trovava a Roma. Nel diario dell'artista William Russell Flint (1880-1969), che si trovava a Roma alla fine del 1912, si trovano alcune informazioni sul carattere della modella che posò per quest'opera. Egli la definisce una "modella romana" il cui nome può essere tradotto in inglese come Sweetest Castaway ("Naufraga dolcissima").